# Stjepan Seliščević
Stjepan Seliščević (Šeliščević, Želišćević; Tuhelj, 1637. – Zagreb 1. travnja 1703.) bio je zagrebački biskup.

## Životopis
Rođen je 1637. u plemićkoj obitelji u tuheljskoj župi. Školovao se u Ugarskoj i u Zagrebu u biskupskom dvoru Petra Petretića. Položio je prisegu u zagrebačkom sjemeništu 14. listopada 1657. te iste godine u bečkom kolegiju. Nakon smrti Nikole Medaka postao je zagrebačkim kanonikom iako je još boravio u Beču. Ustoličen je za kanonika 2. travnja 1661. godine. Opet se vratio u Beč gdje je bio kurator do 1662. godine. Od sljedeće godine rezidirao je u Zagrebu. Iste godine u rujnu odlazi u Bolognu gdje je zamijenio u rektorskoj službi Matiju Stoklasa. Imenovan je kalničkim arhiđakonom 1670. godine, a 1676. bekšinskim. Godine 1681. djelovao je kao delegat kaptola na požunskom saboru.
U ime Kaptola bio je upućen u Beč kralju (1670.) da u vrijeme pobune hrvatskih i ugarskih velikaša (Zrinskoga, Frankopana i F. Nadasdyja) uvjeri Bečki dvor o lojalnosti. Godine 1685. sudjelovao je u borbama protiv Turaka. Prilikom toga je u samoobrani ubio turskog zastavnika i zarobio tursku zastavu. Kasnije je molio papu Inocenta XI. da ga riješi iregularnosti jer je kao svećenik ubio Turčina. Imenovan je 16. siječnja 1688. zagrebačkim velikim prepozitom.
Imenovan je 15. lipnja 1691. naslovnim biskupom krbavskim. Tome se protivio senjsko-modruški biskup Sebastijan Glavinić, jer je Krbavska biskupija već bila združena sa senjskom. Selišćević nije potvrđen za biskupa, ali je zadržao naslov. Imenovan je zagrebačkim biskupom 31. svibnja 1694. godidne; papa je imenovanje potvrdio 10. siječnja 1695. godine. Za biskupa ga je posvetio bačko-kaločki nadbiskup Leopold Kolonić, u Đuru, 20. ožujka 1695.
Umro je 1. travnja 1703. godine. Pokopan je u kripti zagrebačke katedrale.
Godine 1701. predsjedao je sjednici Hrvatske kraljevinske konferencije, a njegovom je zaslugom 1695. osnovane konstitucije Metropolitanske knjižnice.

### Članci
- Sekulić, Ante. 1994. Stjepan Seliščević od Gacke, biskup i junak. Crkva u svijetu. Sveučilište u Splitu - Katolički bogoslovni fakultet. Split. 29 (2): 189–195

| Titule u Katoličkoj Crkvi                           | Titule u Katoličkoj Crkvi    | Titule u Katoličkoj Crkvi   |
| --------------------------------------------------- | ---------------------------- | --------------------------- |
| prethodnik Aleksandar Ignacije Mikulić Brokunovečki | zagrebački biskup 1694-1703. | nasljednik Martin Brajković |